# Philenora hypopolius
Philenora hypopolius là một loài bướm đêm thuộc phân họ Arctiinae, họ Erebidae.